# Hugo Gellert
Hugo Gellert (1892-1985) fue un ilustrador, dibujante y muralista estadounidense de origen húngaro.

## Biografía

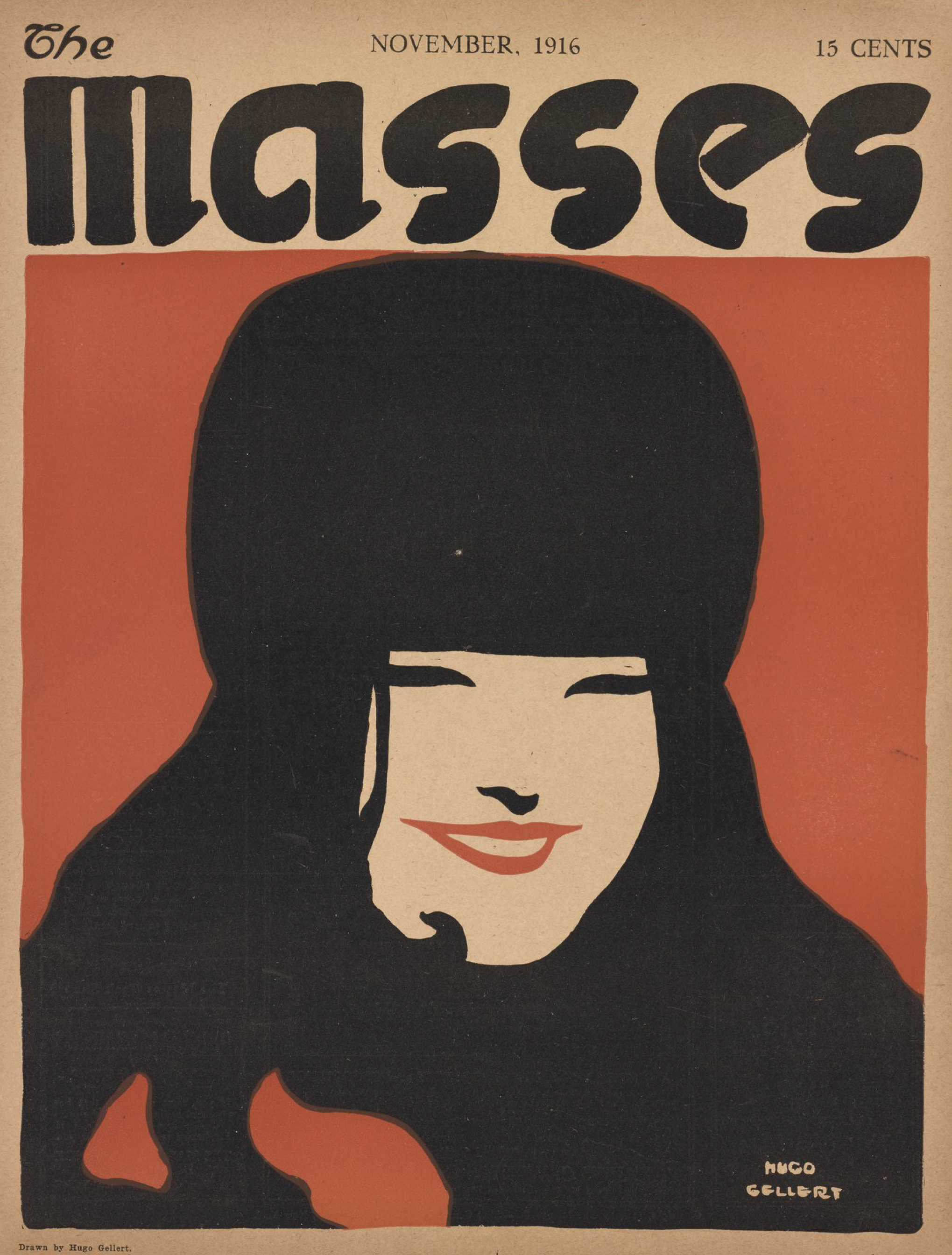
Portada de Gellert para The Masses (noviembre de 1916)

Nació en Budapest el 3 de mayo de 1892. Emigrado en 1906 a los Estados Unidos con su familia, se instaló en el Upper East Side de Manhattan, Nueva York; en esta ciudad estudiaría en la Academia Nacional de Dibujo de Estados Unidos.
El comienzo de la Primera Guerra Mundial le sorprendió de viaje por su Hungría natal, aunque lograría retornar a América en 1915. De ideología comunista, en 1927 fundó junto a otros húngaros emigrados a los Estados Unidos la Liga Anti-Horthy, de la que llegó a ser presidente. Falleció en 1985, el día 6 de diciembre, en su residencia en los alrededores de Freehold, Nueva Jersey.
Colaboró en publicaciones como Előre y su suplemento dominical Kepes Folyoirat, The Masses, The Liberator, Új Előre, New Masses, Amerikai Magyar Szó y Magyar Jövő, entre otras.